# Van Wyck Brooks

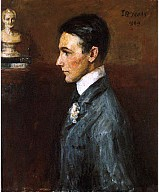
Van Wyck Brooks

Van Wyck Brooks (* 16. Februar 1886 in Plainfield, New Jersey; † 2. Mai 1963 in Bridgewater, Connecticut) war ein amerikanischer Literaturkritiker und -historiker, der 1937 für sein Werk The Flowering of New England den Pulitzer-Preis für Geschichte verliehen bekam.

## Frühe Jahre
Van Wyck Brooks wurde am 16. Februar 1886 in Plainfield, New Jersey als zweiter Sohn von Charles und Sallie Brooks geboren. Er besuchte die örtlichen Schulen und wurde 1898 für ein Jahr in Europa ausgebildet, wo er mit seiner Familie kurzzeitig hingezogen war.
Von 1904 bis 1907 studierte er Literatur und Philosophie an der Harvard University. Während eines achtzehnmonatigen Englandaufenthaltes, schrieb er 1908 sein erstes Buch The Wine of the Puritans. Seine erste Frau Eleanor Kenyon Stimson heiratete er 1911 in Kalifornien.

## Beruflicher Werdegang
Zwischen 1911 und 1913 war er Englischlehrer an der Stanford University und arbeitete 1914 als Französischübersetzer bei der Century Company in New York City. 1916 und 1917 wurde Van Wyck Brooks Mitherausgeber der Zeitschrift The Seven Arts und ab 1920 begann er eine fünfjährige Anstellung als Mitherausgeber des Freeman. Nach dessen Bankrott übernahm er eine Anstellung bei Harcourt Brace & Company.

## Karriere als Kritiker
In seinem Erstlingswerk vertrat Brooks die These, dass die vom Puritanismus durchsetzte amerikanische Kultur die künstlerischen Aspekte des Lebens unterdrückte. Dieses Thema zieht sich auch durch weitere seiner Werke, wie zum Beispiel America's Coming-of-Age (1915). Mit The Ordeal of Mark Twain (1920) veröffentlichte Brooks ein Buch, in dem er versucht psychoanalytisch zu belegen, dass Mark Twain sich selbst emotional verstümmelte, was an der Unterdrückung seiner künstlerischen Tendenzen zugunsten seiner calvinistischen Erziehung gelegen hätte. Dieses Werk erhielt seinerseits viel Kritik von Brooks’ Kollegen, wie beispielsweise Bernard DeVoto. Nach der Veröffentlichung von The Pilgrimage of Henry James im Jahr 1925 erlitt Van Wyck Brooks einen Nervenzusammenbruch und musste für sieben Jahre seine Tätigkeit unterbrechen.
Nachdem er erneut das Schreiben begonnen hatte, wiesen seine Werke einen weitaus gemäßigteren Ton auf und hatten viel von ihrer radikalen Einstellung verloren. Vielmehr galten für Brooks nun die Werte eines Ralph Waldo Emerson als erstrebenswert und er stellte sich somit gegen die eher pessimistischen Wesenszüge der modernen Literatur, vertreten durch James Joyce, Ezra Pound und T. S. Eliot. Dieser Wandel in der Ausrichtung von Brooks’ Kritik zeigte sich in der Serie Makers and Finders: A History of the Writer in America, 1800–1915, die zwischen 1936 und 1952 veröffentlicht wurde und aus der Otto L. Bettmann 1956 eine mit 500 Illustrationen versehene, auf ein Sechstel gekürzte Fassung Our literary heritage erstellte. Obwohl er 1937 den Pulitzer-Preis in Geschichte verliehen bekam, sind es eher seine frühen Werke, die bei anderen Kritikern Anerkennung erlangt haben.

## Tod und Vermächtnis
Van Wyck Brooks starb am 2. Mai 1963 in Bridgewater, Connecticut, wo er viele Jahre gewohnt hatte. Er wurde auf dem örtlichen Center Cemetery beigesetzt. Zu seinen Ehren wurde der 1980 fertiggestellte Flügel der Burnham Library im Ort nach ihm benannt. Die University of Bridgeport stiftete zu seinen Ehren den Van Wyck Brooks Award.

## Werke (Auswahl)
- 1908: The Wine of the Puritans: A Study of Present-Day America
- 1913: The Malady of the Ideal: Senacour, Maurice de Guérin, and Amiel
- 1920: The Ordeal of Mark Twain
- 1925: The Pilgrimage of Henry James
- 1932: The Life of Emerson
- 1936: The Flowering of New England
- 1947: The Times of Melville and Whitman
- 1956: Helen Keller: Sketch for a Portrait
- 1956 mit Otto Bettmann: Our literary heritage ; a pictorial history of the writer in America

## Preise und Auszeichnungen
- 1923: Aufzeichnung des Literaturkritikermagzins Dial in der Kategorie Distinguished Critical Work
- 1937: Pulitzer-Preis für Geschichte
- 1938: Goldmedaille des Limited Editions Club
- 1944: Carey Thomas Award an den Verleger E. P. Dutton für Brooks’ Buch The World of Washington Irving
- 1946: Goldmedaille des National Institute of Arts and Letters (heute American Academy of Arts and Letters)
- 1953: Theodore Roosevelt Distinguished Service Medal
- 1954: Huntington Hartford Foundation Award
- 1957: Secondary Education Board Award für Helen Keller: Sketch for a Portrait

### Ehrendoktorwürden
Doctor of Letters:
- Boston University
- Bowdoin College
- Columbia University
- Dartmouth College
- Fairleigh Dickinson University
- Harvard University
- Northeastern Illinois University
- Tufts University
- Union College
- University of Pennsylvania

Doctor of Humane Letters:
- Northwestern University

## Mitgliedschaften
- American Philosophical Society (1939)
- American Academy of Arts and Letters (1925)
- American Academy of Arts and Sciences (1949)
- Century Association
- The Players
- Fellow der Royal Society of Literature